# Cerithioclava garciai
Cerithioclava garciai is een slakkensoort uit de familie van de Cerithiidae. De wetenschappelijke naam van de soort is voor het eerst geldig gepubliceerd in 1986 door Houbrick.